# Parque nacional de Stabbursdalen
El Parque nacional de Stabbursdalen (en noruego: Stabbursdalen nasjonalpark) es un parque nacional del norte de Noruega. Contiene el bosque de pinos más septentrional del mundo. Se encuentra en el municipio de Porsanger en el condado de Finnmark. El parque rodea el río Stabburselva y el valle que lo rodea, justo al oeste del gran fiordo de Porsangen. Un pequeño rincón del parque se extiende hasta el municipio vecino de Kvalsund.

## Parque nacional

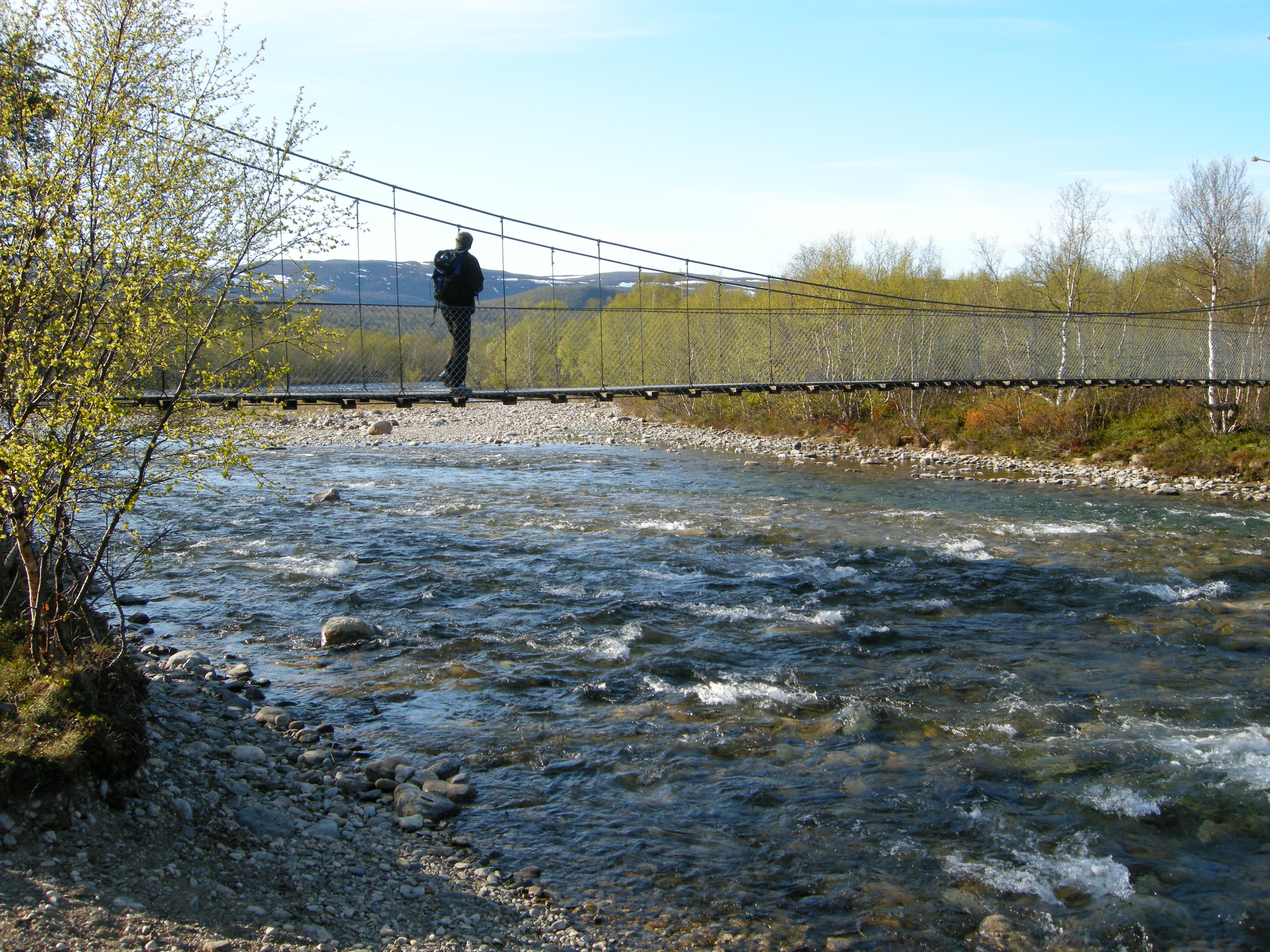
Puente en Stabbursdalen

El parque Nacional de Stabbursdalen contiene muchas de las formas típicas del paisaje de Finnmark: montañas áridas, mesetas abiertas y barrancos estrechos, con abedules de montaña dispersos y tramos de bosque de pinos. El río Stabburselva se caracteriza por las cascadas y los rápidos intercalados con profundas pozas de agua tranquila a medida que atraviesa el parque nacional. En Lompola se desliza suavemente hacia amplias bahías. Las montañas desnudas y escarpadas de Gaissene al sureste contrastan con el antiguo paisaje ondulado al norte y al oeste. El parque se estableció originalmente en 1970, conservando un área de bosque de 98 kilómetros cuadrados que rodea el río. En 2002, el parque se amplió enormemente para cubrir un total de 747 kilómetros cuadrados.

## Bosque de pinos

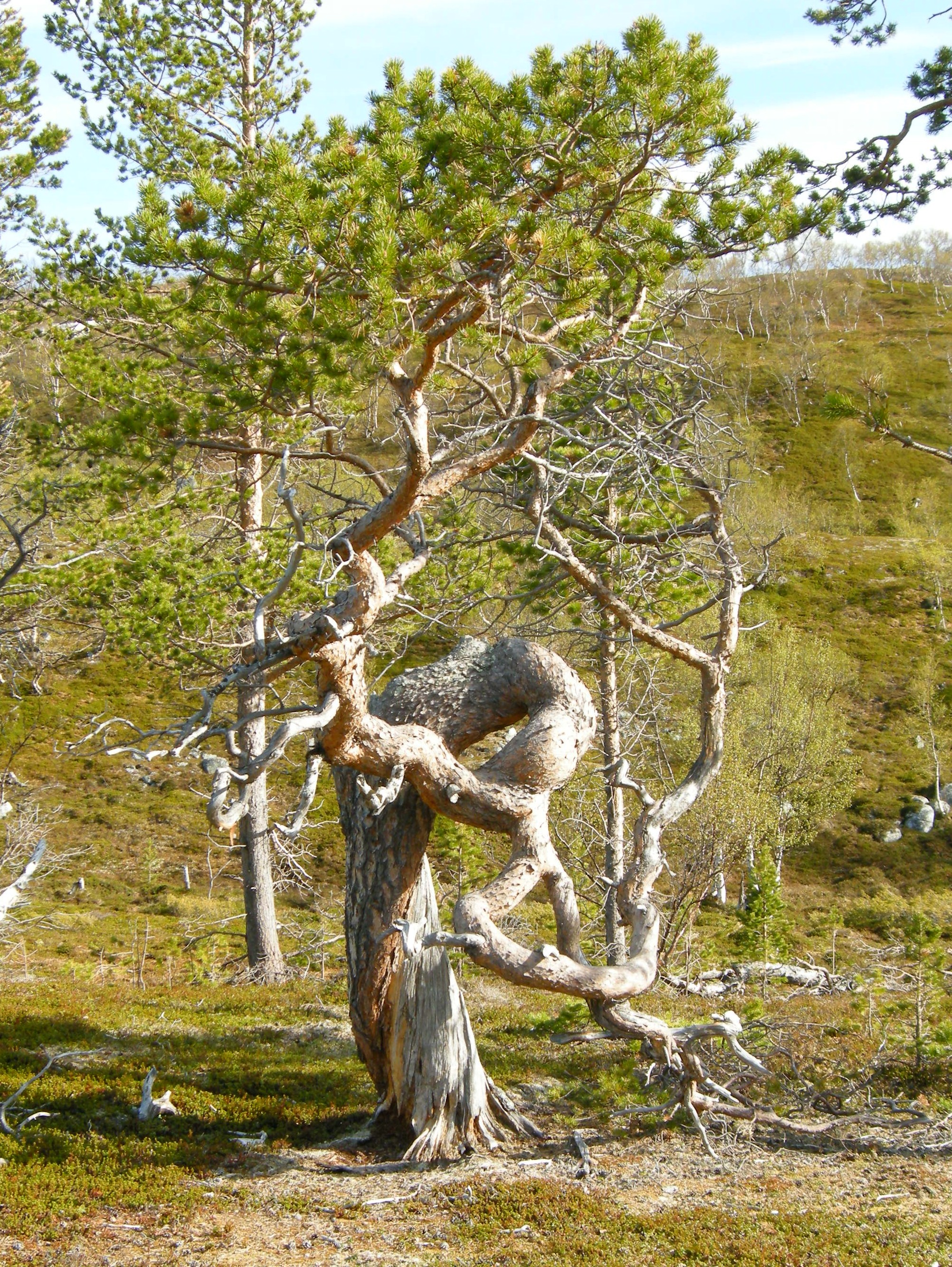
Pino silvestre (Pinus sylvestris) en Stabbursdalen

Hace unos 7500-5000 años, cuando el clima era más cálido, el bosque de pinos se extendía tierra adentro a lo largo de los fiordos y valles. A medida que se hizo más frío, el bosque se retiró y solo ha sobrevivido en valles protegidos como Stabbursdalen, donde forma el bosque de pinos más septentrional del mundo (véase clima de Porsanger). Su protección es, por tanto, uno de los grandes objetivos de este parque nacional.
El bosque es abierto pinos bajos y arbustivos. En el extremo norte, los árboles crecen lentamente y están sujetos a daños por heladas y viento. El suelo seco y estéril sólo puede soportar una pobre maleza de líquenes y brezos.
En Lompola, los humedales forman un oasis fértil en un paisaje de otro modo árido. A lo largo del río, sauces y juncias, con bosques de pinos detrás, sostienen una rica avifauna. Stabbursdalen es el hábitat más septentrional para muchas especies, incluidos el urogallo negro y el águila pescadora, y los humedales son un caldo de cultivo importante, especialmente para los patos. Viejos pinos huecos proporcionan buenos lugares de anidación para porrones y serretas.

## Habitantes
Para el pueblo sami costero (sjøsamene), los recursos naturales de Stabbursdalen constituían una parte importante de su subsistencia. La caza, la pesca y la recolección de forraje para animales tienen una larga tradición, pero gracias a una recolección cuidadosa quedan pocos rastros en el paisaje. En Luobbal (Lompola), la juncia se cortaba anteriormente para forraje de invierno, mientras que los tocones de árboles en el bosque dan testimonio de la madera cortada para construir barcos y casas. Hay restos de pozos donde se cazaban renos salvajes en el pasado, pero la cría de renos domésticos se inició en el siglo XVII. Hoy en día, la zona ofrece pastos de verano para los renos.